# Tower of Fantasy
Tower of Fantasy (en chinois : 幻塔, litt. « La Tour fantastique ») est un action-RPG gratuit en monde ouvert développé par Hotta Studio, une filiale de Perfect World. Le jeu se déroule dans un futur lointain sur la planète extraterrestre Aida, contaminée par une énergie radioactive mystérieuse mais puissante appelée omnium, après un cataclysme qui a presque anéanti la civilisation humaine et muté l'environnement de la planète. Le joueur incarne un vagabond qui explore le monde et combat des créatures mutantes et des forces hostiles à mesure qu'il avance dans l'histoire,,.   

## Système de jeu
Tower of Fantasy est un jeu vidéo d'action-RPG en 3D dans un monde partagé joué dans une vue à la troisième personne. Le joueur contrôle un avatar personnalisable qui interagit avec des personnages non-joueurs et d'autres entités, collectant des objets lorsqu'il voyage dans le monde virtuel ouvert. Le personnage du joueur peut courir, sauter, sprinter, grimper, nager et peut conduire divers véhicules pour se déplacer dans le monde. Les mouvements spéciaux du personnage, à l'exception du sprint, sont limités par une barre d'endurance régénérante qui s'épuise lentement à mesure que le joueur continue dans ce mode de mouvement. Au fur et à mesure que le personnage du joueur interagit avec le monde et l'histoire, il gagne des points d'expérience qui augmentent son niveau et améliorent ses statistiques de combat.
Le joueur combat les ennemis avec diverses armes équipables grâce à un système de combat hack-and-slash où le personnage du joueur passe d'une arme à l'autre pour accéder à ses attaques et capacités uniques. Jusqu'à 3 armes peuvent être équipées et peuvent être changées à tout moment. Chaque arme a une attaque de base et une attaque chargée. Sauter dans les airs permet des attaques aériennes gourmandes en endurance et une forme d'attaque plongeante. Les armes à distance ont un mode d'attaque de base avec un système de cible automatique et un mode visé. Les armes ont également une compétence unique basée sur le temps de recharge. Au fur et à mesure que le joueur attaque les ennemis, les armes inactives accumulent une charge et lorsqu'elles sont chargées complètement, elles déclenchent une puissante attaque de décharge. Pour échapper aux attaques ennemies, le joueur peut esquiver dans n'importe quelle direction, mais est limité par un compteur d'endurance d'esquive. Esquiver juste avant qu'une attaque ennemie touche le personnage active le mode phantasia qui fige le temps et tous les ennemis dans un certain rayon pendant quelques secondes et charge entièrement les armes alternatives du joueur, donnant une fenêtre de temps pour infliger des dégâts massifs pendant que les ennemis sont immobilisés,.  
Il existe différents types d'armes. Chaque arme a l'un des 3 rôles (attaque, défense, soutien) et diverses statistiques qui affectent son fonctionnement. En plus des points de dégâts de base, les armes ont un type d'attaque élémentaire (flamme, glace, électricité, physique), une statistique d'éclatement qui affecte l'efficacité de l'arme contre les boucliers et une statistique de charge qui affecte la rapidité avec laquelle les armes se chargent lors de l'utilisation de cette arme. Une attaque élémentaire peut être activée en chargeant une attaque et, lorsqu'elle est utilisée, accorde certains effets et affaiblissements contre les ennemis. Équiper des armes avec certaines combinaisons de rôles crée par ailleurs une résonance d'arme qui accorde différents bonus. Certaines armes, connues sous le nom de simulacres, possèdent une représentation de leurs anciens porteurs. En plus d'avoir un potentiel de mise à niveau élevé, le simulacre peut être activé pour transformer le personnage du joueur en personnage simulacre et accéder à ses traits uniques. La mise à niveau de ces simulacres déverrouille également du contenu qui permet au joueur d'en savoir plus sur les personnages,.  
En tant que RPG dans un monde partagé, les joueurs sur le même serveur coexistent et peuvent se rencontrer dans la même instance de monde. Tower of Fantasy prend en charge le jeu coopératif où jusqu'à 4 joueurs sur le même serveur, pouvant faire équipe pour jouer ensemble et explorer le monde, accomplir des missions générales ou spécifiques au multijoueur, ou combattre des boss mondiaux, ou bien jouer aux modes JcJ où les joueurs peuvent se défier en duels dans des combats en monde ouvert ou combattre dans un mode arène appelé « Ligue ultime » pour progresser dans un classement et obtenir des récompenses spéciales.

## Histoire
En 2316, l'humanité a découvert la planète extraterrestre habitable Aida et, face à la diminution dans un voyage interstellaire de plus de 200 ans pour établir une colonie humaine sur la planète. En 2653, la comète Mara est découverte et en son sein une vaste réserve d'une puissante énergie appelée Omnium. Pour capturer la comète et exploiter cette énergie, la Tower of Fantasy est construite, mais à peine 5 ans après son achèvement, une explosion d'énergie d'omnium irradie Aida et dévaste la civilisation humaine sur la planète. Une partie de l'humanité survit grâce à des suppresseurs développés pour contrer les radiations, et l'organisation scientifique Hykros est formée pour permettre à l'humanité de s'adapter et d'utiliser davantage l'omnium. Opposé à Hykros, se trouve une organisation ténébreuse qui porte le nom des Héritiers d'Aida, qui considère l'omnium comme une source de misère et de mal et se bat contre Hykros pour mettre fin à la recherche d'omnium. Pendant ce temps, la vie sur la planète se transforme progressivement en des formes de vie de plus en plus agressives et puissantes qui constituent une menace dangereuse pour les survivants,.  
Environ 50 ans après le cataclysme, le joueur et un compagnon anonyme explorent une installation en ruine dans le cadre d'une mission non spécifiée lorsqu'ils sont attaqués par des monstres ressemblant à des chiens. Le joueur et le compagnon se séparent et le joueur survit aux monstres, seulement pour que son suppresseur manque d'énergie et que le joueur tombe inconscient. Le joueur se réveille dans l'avant-poste d'Astra en présence de son chef Zeke et de sa sœur Shirli, sans aucun souvenir de son passé...

## Accueil

### Récompenses
| Année | Prix                 | Catégorie           | Résultat   |
| ----- | -------------------- | ------------------- | ---------- |
| 2022  | The Game Awards 2022 | Meilleur jeu mobile | Nomination |